# Сила уяви (Сімак)
«Сила уяви» (англ. So Bright the Vision) — коротка науково-фантастична повість Кліффорда Сімака, вперше опублікована журналом «Fantastic Universe» в серпні 1956 року.

## Сюжет
Письменик-невдаха Кемп Харт брався за найдешевшу роботу по створенню бульварного чтива для найвіддаленіших рас інопланетян.
Він мріяв придбати найсучасніший і дуже коштовний автоматичний вигадувач сюжетів «Класик», щоб покращити якість своїх творів.
В космічній торгівлі, економіка Землі займала монопольну нішу по виготовленню літератури для всіх рас.
Зброєю Землі в покоренні інших світів стали не крейсери, а книги.
Ставши індустрією, письменництво перейшло на нові стандарти автоматичного створення літератури: головні герої майбутнього твору фільмувалися з натури, а потім вводилися в базу даних вигадувача.
Створення сюжетів людиною вважалося недосконалим кустарним виробництвом, не придатним для продажу.
Харт хотів позичити вигадувач у Джаспера Хансена — свого колеги-невдахи, в якого справи почали покращуватися після перепаювання свого вигадувача, але той відмовив йому.
Тоді Харт зайшов в бар для інопланетних пілотів і потайки почав фільмувати капітана-кафіанця Зелену Сорочку, але його викрили і побили.
Втікаючи від розлюченого натовпу в перевулку він знайшов заплакуну живу ковдру і приніс її додому.
Його сусідка і колега Анжела Маре, повела його в найближчу їдальню пригостити обідом.
В їдальні їх знайшли Зелена Сорочка та інші кафіанці, яким дуже подобалась пригодницька література і вони запрошували Харта полетіти з ними, щоб створювати твори тільки для них.
Але Харт чесно зізнався, що його колега Джаспер є кращим письменником, і кафіанці переключили свою увагу на нього.
Наступного дня Харт відкрив квартиру Джаспера, і виявив, що його вигадувач був лише обманкою, а сюжети той вигадував самостійно.
Харт теж вирішив таємно писати свої твори самостійно.
Жива ковдра примостилась у нього на плечах і перед його уявою почали поставати живописні сюжети, а також він перестав відчувати голод та біль.
Харт витягнув з книжковою полиці твір «Страшидла» (оповідання Сімака), і здивувався з сили уяви автора, що ще в 1944 самостійно вигадав таку істоту.
Він вирішив не перейматись завтрашнім днем, а як і Джаспер, надіятись на удачу.
Анжела розповіла йому, що кафіанці разом в п'яним Джаспером розбили вітрину, вкрали «Класик» і тепер втікають від поліції.
До Ханта в кімнату вдерлось інопланетне створіння, яке зраділо знахідці живої ковдри.
Воно пояснило Ханту, що на їхній планеті дуже розвинута біологічні інженерія, і вони створили таке створіння по сюжету пригодницької книги земного автора.
Створіння віддячило Ханту пачкою галактичних кредитів на гігантську суму.
Хант одразу помчав купляти «Класик», але гроші виявились іграшковими.
Він хотів розшукати інопланетянина, але того вже слід простиг.
Добре хоч, що інопланетянин, не здогадався що з таким створінням він може легко порушити земну монополію на вигадування сюжетів.
Під приводом пошуку інопланетянина, Харт вирішив податись у мандри, щоб самому пережити пригоди, які надихнули б його на створення власних творів.
В останній момент, Анжела, яка кохала Харта, вирішила податись в мандри з ним.